# Arye Maimon
Arye Maimon (geb. 4. September 1903 in Breslau als Herbert Fischer; gest. 5. Dezember 1988 in Cholon) war ein israelischer Historiker deutscher Herkunft und Leiter der Germania Judaica. Er erwarb sich seine wissenschaftlichen Meriten insbesondere als Leiter der Germania Judaica. In  Anerkennung seines Wirkens für Wissenschaft und interreligiöse Verständigung wurde 1998 ein Forschungszentrum der Universität Trier nach ihm Arye Maimon-Institut für Geschichte der Juden benannt.

## Leben
Arye Maimon wuchs als Herbert Fischer in Breslau auf. 1921 absolvierte er dort das Abitur am Zwinger Gymnasium. Er studierte Geschichte, Germanistik und semitische Philologie (d. h. Arabisch und Hebräisch) in Breslau, des Weiteren jüdische Religion an dem von Franz Rosenzweig und Martin Buber geleiteten Freien Jüdischen Lehrhaus in Frankfurt.
Das Studium schloss er 1929 mit dem Staatsexamen für das höhere Lehramt ab. 1931 wurde er an der Universität Breslau promoviert. Nach der Entlassung aus dem höheren Schuldienst 1933, Tätigkeiten als Lehrer an einer jüdischen Mittelschule in Breslau und als Archivar der jüdischen Gemeinde Hamburg und seiner Flucht aus Deutschland von Hamburg aus im September 1938 über mehrere Stationen in unterschiedlichen Ländern (Dänemark, England, Costa Rica, Argentinien und Uruguay) lebte er ab 1949 in Israel zunächst ein Jahrzehnt als Lehrer im Kibbuz Ma'abarot und dann als  Historiker, der sich schwerpunktmäßig mit der jüdischen Geschichte in Deutschland zur Zeit des späten Mittelalters beschäftigte. Seinen Namen änderte er 1951. Im Jahr 1970 wurde er pensioniert.
Ende des Jahres 1970 wurde er unmittelbar nach seiner Pensionierung, in seinem 68. Lebensjahr, von der Hebräischen Universität Jerusalem, vertreten durch den Direktor des Institute for Jewish Studies, Prof. Haim Beinart (1917–2010), unter Mitwirkung des aus Hamburg stammenden Direktors der Central Archives for the History of the Jewish People, Dr. Daniel Cohen (1921–1989), zum Herausgeber des wichtigen dritten Bandes der Germania Judaica berufen. Seitdem widmete er sein Leben über fast zwei Jahrzehnte ganz dieser Mammutaufgabe.

## Autobiographie
- Wanderungen und Wandlungen: Die Geschichte meines Lebens, abgeschlossen 1988[2]